# هات بارک
هات بارک (نام علمی: Zygogynum howeanum) نام یک گونه از راسته مگنولی است. این‌گونه بوم‌زاد استرالیا در جزیره لرد هاوو واقع در دریای تاسمان می‌باشد.